# Julius Heinrich Zimmermann
Pour les articles homonymes, voir Zimmermann.
Julius Heinrich Zimmermann (né le 22 septembre 1851 à Sternberg et mort le 25 avril 1922  à Berlin) est un fabricant d'instruments de musique et un éditeur de musique d'origine mecklembourgeoise, qui a longtemps travaillé en Empire russe.

## Activité en Empire russe
Après avoir terminé son apprentissage bancaire à Berlin, Zimmermann est transféré à Saint-Pétersbourg en 1876, où il ouvre une usine d'instruments de cuivre en 1880 et enregistre la marque «JHZ». Il amène des fabricants d'instruments de Markneukirchen, y compris le luthier Josef Schimmer (père du violoniste Roman Schimmer), d'abord à Saint-Pétersbourg, puis à Moscou et plus tard à Riga, dans son atelier spécial d'instruments à cordes, cuivres, bois et langues. À partir de 1901, Zimmermann est le fournisseur de la cour pour les instruments à vent de sa propre production pour la maison tsariste et exclusivement pour l'armée russe. Il domine le commerce de la musique locale jusqu'au déclenchement de la Première Guerre mondiale.

## Retour en Empire allemand
En 1886, il retourne en Empire allemand pour s'installer à Leipzig et y fonde le nouveau siège de ses sociétés, qui comprend également Musikverlag Zimmermann (de). À partir de 1893, la société se rend régulièrement aux expositions mondiales et remporte de nombreuses médailles d'or pour ses instruments. En 1901, Julius Heinrich Zimmermann reçoit l'Ordre impérial et royal de Russie de Saint-Stanislas des mains du tsar Nicolas II pour ses services.
En 1900, Adler-Musikwerke à Leipzig passe entre ses mains. La marque Fortuna pour les automates à musique est déposée, de nouveaux modèles tels que «l'Orgophon» et le «Cantophon» sont développés, et une demande de brevet pour les machines à parler. En 1904, Zimmermann acquiert l'usine de pianos de Gustav Fiedler et continue à fabriquer des pianos sous ce nom. La marque de piano «Jul. Heinr. Zimmermann » est uniquement destiné à la région de Leipzig. La fabrique de pianos produit également des harmoniums et des œuvres musicales mécaniques.
De 1912 à 1918, il est également député du Reichstag pour la 2e circonscription du grand-duché de Mecklembourg-Schwerin (Schwerin, Wismar) avec le Parti national-libéral.
Avec le déclenchement de la Première Guerre mondiale, la société est considérée comme un atout hostile en Russie et nationalisée en 1919. La fabrique d'instruments à cuivres est rétablie après la Seconde Guerre mondiale et, après la privatisation en 1991, existe encore aujourd'hui sous le nom de « Usine d'instruments de musique à vent de Saint-Pétersbourg ».
En 1919, il fonde d'autres succursales à Markneukirchen. Jusqu'en 1936, on y construit principalement des balalaïkas, fabriquées par Paul Fischer, qui se fait plus tard un nom.
En 1919, Zimmermann est membre du parlement constitutionnel de l'État de Mecklembourg-Schwerin (de), mais il abandonne son poste en novembre 1919.